# 新川停留場
新川停留場（日语：／ Shinkawa teiryūjō */?），是位於愛知縣豐橋市站前大通三丁目，豐橋鐵道東田本線的電車站。車站編號為3。

## 歷史
- 1925年（大正14年）7月14日 - 神明站啟用[1]。當時為電車站為東田本線和柳生橋支線分支點。
- 日期不詳 - 車站改名為新川停留場。
- 1976年（昭和51年）3月7日 - 柳生橋支線廢止。支線側的安全島撤走。

## 電車站構造
電車站位於共用軌道上，設有2面2線的相對式月台（設有安全島）。月台上設有上蓋。在電車站西邊（靠近站前一方）設有單向渡線。主要在毎年10月舉行豐橋節時候，臨時電車會在此站折返。

## 電車站周邊
- 豐橋郵局（日语：豊橋郵便局）
- 三菱日聯銀行豐橋分店
- 愛知銀行豐橋分店
- 豐橋信用金庫（日语：豊橋信用金庫）中央分店
- 豐橋閣日進禪寺（日语：豊橋閣日進禅寺）
- 龍拈寺（日语：龍拈寺）
- 廣小路（日语：広小路）
- 田原街道（日语：国道259号）
- 站前大通（日语：愛知県道143号豊橋停車場線）
- 杜鵑花通（日语：愛知県道143号豊橋停車場線）
- 大池通
- 廣小路通

## 巴士路線
豐鐵巴士「新川」巴士站位於電車站東邊和南邊(國道259號上)。
北山方向(南邊)
- 豐橋技科大線（日语：豊鉄バス豊橋営業所#豊橋技科大線）
- 三本木線（日语：豊鉄バス豊橋営業所#三本木線）

台町、舟原方向(東邊)
- 飯村岩崎線（日语：豊鉄バス豊橋営業所#飯村岩崎線）
- 牛川金田線（日语：豊鉄バス豊橋営業所#牛川金田線）
- 岩田團地線（日语：豊鉄バス豊橋営業所#岩田団地線）,岩田團地豐橋市民醫院線（日语：豊鉄バス豊橋営業所#岩田団地豊橋市民病院線）
- 西口線（日语：豊鉄バス豊橋営業所#西口線）,西口豐橋市民醫院線（日语：豊鉄バス豊橋営業所#西口豊橋市民病院線）
- 天伯團地線（日语：豊鉄バス豊橋営業所#天伯団地線）
- 豐橋和田辻線（日语：豊鉄バス新城営業所#豊橋和田辻線）,和田辻豐橋市民醫院線（日语：豊鉄バス新城営業所#和田辻豊橋市民病院線）
- 二川線（日语：豊鉄バス豊橋営業所#二川線）

## 相鄰電車站
豐橋鐵道
東田本線
站前大通（2）－新川（3）－札木（4）

## 注腳
1. ↑  新川停留場情報 - レール・ブルー（日語）